# Alfred Quaderer
Alfred Quaderer (20 de abril de 1920 - 7 de junio de 1944) fue un ciudadano de Liechtenstein ejecutado por Suiza en 1944 por espionaje en nombre de la Alemania nazi. 

## Biografía
Quaderer nació en Schaan, la ciudad más poblada de Liechtenstein y asistió a la escuela del municipio. Trabajó en la construcción de la ciudad austriaca de Feldkirch en 1939, de donde entabló contactos con el Volksdeutsche Mittelstelle (Centro de Coordinación para Alemanes Étnicos), una agencia que se encargaba de administrar los intereses de los alemanes étnicos fuera de la Alemania Nazi.  A partir de 1941 estuvo destinado en Suiza, donde se le asignó la tarea de obtener inteligencia militar, bajo la identidad de un pintor en la localidad suiza de Erstfeld. Sus actividades incluyeron seducir a tres soldados suizos locales y sobornar a un cabo para obtener la información.
El 2 de enero de 1943 fue detenido en Buchs, fuera de la frontera con Liechtenstein. Fue interrogado primero por la "Kantonspolizei Zürich" (Policía Cantonal de Zúrich) y luego por la "Kantonspolizei St. Gallen" (Policía Cantonal de San Galo) , donde confesó.  Estuvo recluido en régimen de aislamiento en San Galo hasta que fue condenado a muerte por traición contra Suiza en marzo de 1944. A pesar de los esfuerzos de su hermana y su madre para lograr un indulto. Le pidieron al Príncipe soberano de Liechtenstein Francisco José II una audiencia privada, que  les fue negada y posteriormente la sentencia confirmada.
Fue ejecutado por un pelotón de fusilamiento el 7 de junio de 1944, a la edad de 24 años. 